# Форхгайм-ам-Кайзерштуль
Форхгайм-ам-Кайзерштуль (нім. Forchheim am Kaiserstuhl) — громада в Німеччині, знаходиться в землі Баден-Вюртемберг. Підпорядковується адміністративному округу Фрайбург. Входить до складу району Еммендінген.
Площа — 10,78 км2. Населення становить 1404 ос. (станом на 31 грудня 2020).